# Зіббессе
Зіббессе (нім. Sibbesse) — громада в Німеччині, розташована в землі Нижня Саксонія. Входить до складу району Гільдесгайм.
Площа — 71,93 км2. Населення становить 5766 ос. (станом на 31 грудня 2021).